# Ammotrechula borregoensis
Ammotrechula borregoensis är en spindeldjursart som beskrevs av Muma 1962. Ammotrechula borregoensis ingår i släktet Ammotrechula och familjen Ammotrechidae. Inga underarter finns listade i Catalogue of Life.